# Pinus lawsonii
Pinus lawsonii (сосна Лоусона) — вид роду сосна родини соснових.

## Опис
Це дерева виростають до 30 м у висоту, як правило, з одним прямим стовбуром і куполоподібною, відкритою, часто неправильною кроною. Кора тонка, червоно-коричнева, з віком стає товстою, грубою, лускатою, чорно-коричневого кольору з глибокими поздовжніми тріщинами і пурпурно—червоною внутрішньою корою. Пагони гладенькі, ребристі, оранжево—коричневі, часто сірувато-зелені. Листя зібрані в пучку по 3—4(5), зберігаються 2—3 роки, прямі, спрямовані вперед, жорсткі хвоїнки, 12—20(25) см × 1—1,2(1,5) мм, сірувато-зелені, з гострими верхівками. Пори на всій частині листя, в (6)9—12 ліній на опуклій зовнішній поверхнею і 4—5 ліній на кожній внутрішній поверхні. Шишки біля основи нових пагонів. Вони опадають з терміном погашення в два роки. Зрілі шишки яйцеподібні, коли відкриті, 5—8(9) × 4—6 (7) см. Насіннєвих лусок 70—100, товсті деревоподібні, темно-коричневого кольору. Апофіз злегка піднятий, ромбічний.

## Поширення
Країни зростання:
Мексика: з півдня в горах штату Оахака, знаходиться в Мічоакан, Мехіко, Морелос, Федеральний Округ (один населений пункт в), Веракрус, Герреро і Оахака.